# 里斯托·胡尔梅
里斯托·胡尔梅（芬蘭語：Risto Hurme，1950年5月16日—），芬兰男子击剑、现代五项运动员。他曾代表芬兰参加1972年和1976年夏季奥林匹克运动会，其中1972年奥运会获得一枚铜牌。